# Altchinesische Sprache

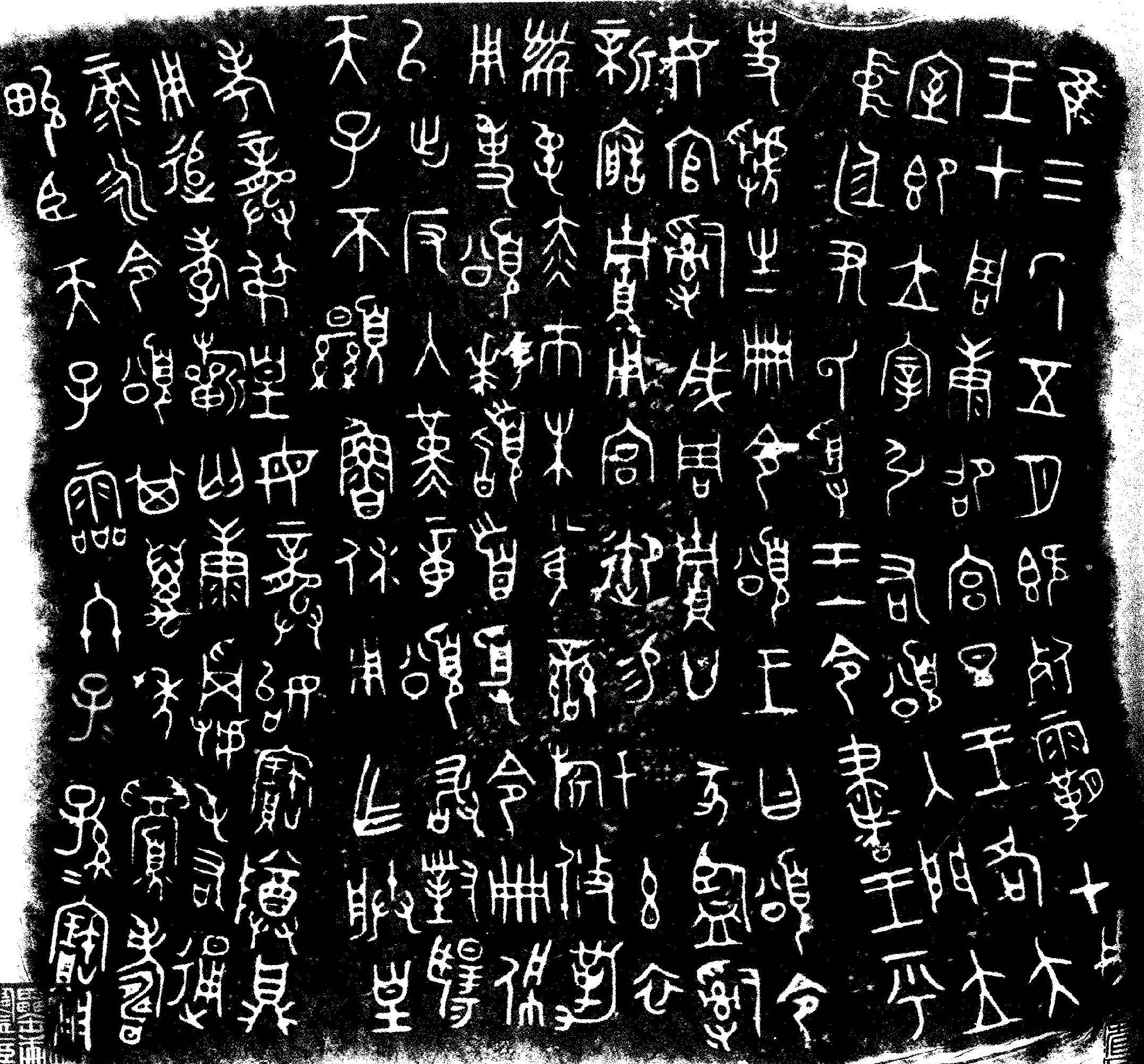
Altchinesische Bronzeinschrift

Als Altchinesisch (auch archaisches Chinesisch) wird im Allgemeinen die chinesische Sprache der Zhou-Dynastie in der Zeit vor 256 v. Chr. bezeichnet, wobei die Definition je nach Sichtweise variiert.
In der historischen Phonologie des Chinesischen wird mit „Altchinesisch“ diejenige Entwicklungsstufe der Sprache bezeichnet, deren Phonologie in den Reimen des Shi Jing und in den ältesten Zeichen der chinesischen Schrift fassbar ist, während aus syntaktischer Sicht die gesamte Sprache bis zum Beginn der Qin-Dynastie unter diesem Namen zusammengefasst ist. Die älteste Form des Chinesischen findet sich in den Orakelknocheninschriften aus der späteren Shang-Dynastie. Aus der frühen oder westlichen Zhou-Dynastie (11. Jahrhundert v. Chr. – 771 v. Chr.) und der Zeit der Frühlings- und Herbstannalen (bis 481 v. Chr.) stammen sowohl Inschriften, insbesondere auf Bronzegefäßen, als auch erste literarische Werke wie die Gedichtsammlung des Shi Jing und die älteren Teile des Shujing. Die letzte Stufe des Altchinesischen ist das klassische Chinesisch, die Sprache der Zeit der Streitenden Reiche (5.–3. Jahrhundert v. Chr.), die als Literatursprache bis in die Neuzeit Verwendung fand.
Durch einige syntaktische Eigenschaften wird das Altchinesische von seinem Nachfolger, dem Mittelchinesischen abgegrenzt. Es finden sich jedoch auch innerhalb des Altchinesischen Unterschiede. So besaß es ursprünglich eine Kopula 惟, 唯, 隹, 維 wéi, die im Klassischen Chinesisch auf die Bedeutung „nur“ reduziert wurde. Umgekehrt stellt etwa die Konjunktion 而 ér „dann“ eine Innovation des jüngeren Altchinesisch dar.
Das Altchinesische war mutmaßlich keine Tonsprache. Die heute typischen Töne entwickelten sich erst, wie in anderen Ost- und Südostasiatischen Sprachen (vergleiche Tai-Kadai oder Vietnamesisch), ab dem Mittelchinesischen.